# 8710 Hawley
8710 Hawley è un asteroide della fascia principale. Scoperto nel 1994, presenta un'orbita caratterizzata da un semiasse maggiore pari a 2,6119527 UA e da un'eccentricità di 0,1594665, inclinata di 15,16735° rispetto all'eclittica.